# بخش کنعان (شهرستان آتن، اوهایو)
بخش کنعان (به انگلیسی: Canaan Township) یک منطقهٔ مسکونی در ایالات متحده آمریکا است که در شهرستان آتن، اوهایو واقع شده‌است.
 بخش کنعان ۱۰۰٫۱ کیلومتر مربع مساحت و ۱٬۶۶۶ نفر جمعیت دارد و ۱۸۹ متر بالاتر از سطح دریا واقع شده‌است.